# Wijken en buurten in Echt-Susteren
De Nederlandse gemeente Echt-Susteren is voor statistische doeleinden onderverdeeld in wijken en buurten. De gemeente is verdeeld in de volgende statistische wijken:
- Wijk 01 Susteren (CBS-wijkcode:171101)
- Wijk 02 Dieteren (CBS-wijkcode:171102)
- Wijk 03 Heide (CBS-wijkcode:171103)
- Wijk 04 Roosteren (CBS-wijkcode:171104)
- Wijk 05 Echt (CBS-wijkcode:171105)
- Wijk 06 Echterbosch (CBS-wijkcode:171106)
- Wijk 07 Peij (CBS-wijkcode:171107)
- Wijk 08 Liboscherveld (CBS-wijkcode:171108)
- Wijk 09 Nieuwstadt (CBS-wijkcode:171109)
- Wijk 10 Sint Joost (CBS-wijkcode:171110)
- Wijk 11 Koningsbosch (CBS-wijkcode:171111)

Een statistische wijk kan bestaan uit meerdere buurten. Onderstaande tabel geeft de buurtindeling met kentallen volgens het Centraal Bureau voor de Statistiek (2008):
| CBS-buurtcode | Buurtnaam                                   | Inwonertal | Opp. totaal (ha) | Opp. land (ha) | Ligging                |
| ------------- | ------------------------------------------- | ---------- | ---------------- | -------------- | ---------------------- |
| BU17110101    | Baakhoven                                   | 30         | 3                | 3              | Locatie in de gemeente |
| BU17110102    | In de Mehre                                 | 550        | 21               | 21             | Locatie in de gemeente |
| BU17110103    | Mariaveld                                   | 1320       | 50               | 50             | Locatie in de gemeente |
| BU17110104    | Middelveld                                  | 1120       | 31               | 31             | Locatie in de gemeente |
| BU17110105    | Munsterveld                                 | 1160       | 37               | 37             | Locatie in de gemeente |
| BU17110106    | Susteren centrum                            | 1190       | 29               | 29             | Locatie in de gemeente |
| BU17110107    | Verspreide huizen Susteren                  | 80         | 559              | 549            | Locatie in de gemeente |
| BU17110108    | Wolfskoul                                   | 670        | 45               | 45             | Locatie in de gemeente |
| BU17110209    | Dieteren                                    | 790        | 36               | 36             | Locatie in de gemeente |
| BU17110210    | Verspreide huizen Dieteren                  | 50         | 403              | 398            | Locatie in de gemeente |
| BU17110311    | Heide                                       | 1100       | 53               | 53             | Locatie in de gemeente |
| BU17110312    | Recreatiepark Hommelheide                   | 20         | 50               | 45             | Locatie in de gemeente |
| BU17110313    | Verspreide huizen Heide                     | 120        | 557              | 557            | Locatie in de gemeente |
| BU17110414    | Illikhoven en Visserweert                   | 140        | 10               | 10             | Locatie in de gemeente |
| BU17110415    | Kokkelert                                   | 50         | 8                | 8              | Locatie in de gemeente |
| BU17110416    | Oud-Roosteren                               | 80         | 49               | 40             | Locatie in de gemeente |
| BU17110417    | Roosteren                                   | 1170       | 51               | 51             | Locatie in de gemeente |
| BU17110418    | Verspreide huizen Illikhoven en Visserweert | 40         | 253              | 234            | Locatie in de gemeente |
| BU17110419    | Verspreide huizen Roosteren                 | 90         | 343              | 317            | Locatie in de gemeente |
| BU17110520    | Aasterberg                                  | 40         | 76               | 65             | Locatie in de gemeente |
| BU17110521    | Berkelaar                                   | 290        | 33               | 33             | Locatie in de gemeente |
| BU17110522    | De Berk                                     | 40         | 137              | 137            | Locatie in de gemeente |
| BU17110523    | De Loop                                     | 120        | 129              | 123            | Locatie in de gemeente |
| BU17110524    | Echt Centrum                                | 3730       | 121              | 121            | Locatie in de gemeente |
| BU17110525    | Echt Noord                                  | 3210       | 75               | 75             | Locatie in de gemeente |
| BU17110526    | Gebroek                                     | 220        | 247              | 238            | Locatie in de gemeente |
| BU17110527    | Ophoven                                     | 40         | 117              | 111            | Locatie in de gemeente |
| BU17110528    | Verspreide huizen Berkelaar                 | 70         | 310              | 300            | Locatie in de gemeente |
| BU17110531    | Hingen                                      | 700        | 70               | 70             | Locatie in de gemeente |
| BU17110628    | Diergaarde                                  | 450        | 2512             | 2512           | Locatie in de gemeente |
| BU17110629    | Echterbosch                                 | 70         | 45               | 45             | Locatie in de gemeente |
| BU17110630    | Maria Hoop                                  | 870        | 85               | 85             | Locatie in de gemeente |
| BU17110732    | Peij                                        | 2460       | 108              | 108            | Locatie in de gemeente |
| BU17110733    | Peijerveld                                  | 640        | 197              | 197            | Locatie in de gemeente |
| BU17110734    | Recreatiepark Marisheem                     | 10         | 28               | 28             | Locatie in de gemeente |
| BU17110735    | Schilberg                                   | 1830       | 91               | 91             | Locatie in de gemeente |
| BU17110836    | Liboscherveld                               | 100        | 495              | 495            | Locatie in de gemeente |
| BU17110837    | Slek                                        | 950        | 63               | 63             | Locatie in de gemeente |
| BU17110938    | Verspreide huizen Nieuwstadt                | 20         | 274              | 272            | Locatie in de gemeente |
| BU17110939    | Nieuwstadt centrum                          | 1670       | 76               | 76             | Locatie in de gemeente |
| BU17110940    | Cristina                                    | 1650       | 44               | 44             | Locatie in de gemeente |
| BU17111041    | Sint Joost                                  | 1310       | 58               | 58             | Locatie in de gemeente |
| BU17111042    | Verspreide Huizen Sint Joost                | 210        | 1003             | 1000           | Locatie in de gemeente |
| BU17111143    | Koningsbosch                                | 1470       | 198              | 198            | Locatie in de gemeente |
| BU17111144    | Lackerbosch                                 | 190        | 1245             | 1216           | Locatie in de gemeente |
| BU17111145    | Spaanshuisken                               | 40         | 37               | 37             | Locatie in de gemeente |